# Palghat T. S. Mani Iyer
Palghat T. S. Mani Iyer (né en 1912 ou 1913, mort en 1981) est considéré comme le meilleur joueur de mridangam (le tambour de l’Inde du Sud) de tous les temps. Il donna son premier concert à treize ans aux côtés d'une célébrité.